# Ерні Генрі
Е́рні Ге́нрі (англ. Ernie Henry), повне ім'я Ерне́ст А́льберт Ге́нрі (англ. Ernest Albert Henry; 3 вересня 1926, Бруклін, Нью-Йорк — 29 грудня 1957, Нью-Йорк) — американський джазовий саксофоніст.

## Біографія
Народився 3 вересня 1926 року в Брукліні (штат Нью-Йорк). У віці 8 років почав грати на скрипці; у 12 років грав на альт-саксофоні. Привернув увагу Тедда Демерона; приєднався до його гурту в клубі Famous Door на 52-й вулиці у 1947 році. Потім працював з Фетсом Наварро; також виступав у різних гуртах Чарлі Вентури, Джорджі Олда, Макса Роуча, Кенні Доргема (1947).
Грав в оркестрі Діззі Гіллеспі (1948—49), Іллінойса Жаке (1950—51). Працював з великими перервами у 1952—56 роках; брав участь у джем-сесії у Брукліні; грав з Телоніусом Монком (1956—57), потім у реорганізованому оркестрі Гіллеспі (1957). У грудні 1957 році записав з Доргемом альбом 2 Horns/2 Rhythm, який став його останньою сесією. 
Помер 29 грудня 1957 року в Нью-Йорку у віці 31 року від передозування героїном уві сні на наступний ранок після виступу з Гіллеспі у клубі Birdland.
Зазнав впливу Чарлі Паркера найбільше, аніж інші молоді альт-саксофоністи його покоління. Як соліст записувався на лейблі Riverside.

## Дискографія
- Presenting Ernie Henry (Riverside, 1956)
- Seven Standards and a Blues (Riverside, 1957)
- Last Chorus (Riverside, 1957)
- 2 Horns/2 Rhythm (Riverside, 1957); з Кенні Доргемом